# Perspectivas de la Economía Mundial

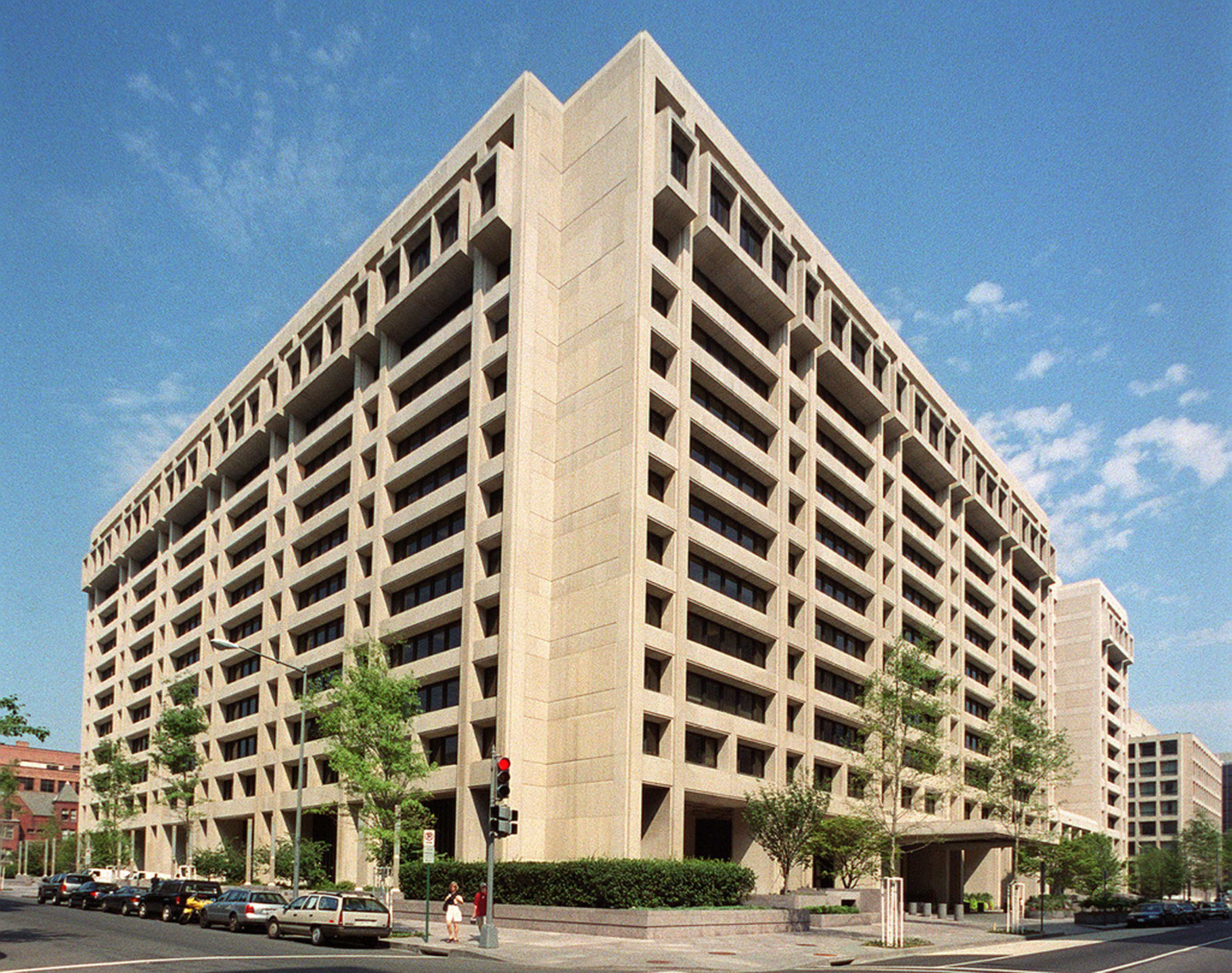
Sede del Fondo Monetario Internacional, organismo que elabora Perspectivas de la Economía Mundial.

Perspectivas de la Economía Mundial (publicación conocida por sus siglas en inglés, WEO, World Economic Outlook) es un informe elaborado y publicado por el Fondo Monetario Internacional (FMI). Se publica  2 veces al año, en abril y octubre, y se actualiza parcialmente otras 2, en enero y julio. Retrata la economía mundial a corto y medio plazo, con proyecciones futuras de hasta 4 años. Siempre incluye tablas de datos con indicadores macroeconómicos clave, como PIB, inflación, cuenta corriente y equilibrio fiscal (déficit o superávit) de más de 180 países. También trata a fondo, con un nivel de análisis económico muy complejo, los asuntos de política económica que en el momento de su publicación el FMI considera más importantes.
Las WEO se elaboran a partir de una extensa base de datos económicos que se puede descargar libremente en la sede electrónica del FMI.
Responsables del FMI presentan regularmente las WEO en foros económicos de distintos países, contribuyendo así a la difusión de la visión económica de este organismo y de sus recomendaciones. 
Perspectivas de la Economía Mundial, WEO, (World Economic Outlook), del FMI, no debe confundirse con Perspectivas económicas mundiales (Global Economic Prospects), del Banco Mundial, que es una publicación diferente, también semestral (aparece en enero y junio), sobre el mismo tema, pero enfocada en las economías en desarrollo y los mercados emergentes.